# カール・ヤーン
カール・ヤーン（Karl Jahn, 1890年 5月14日- 1959年 12月31日）は、日本の農商務省畜産試験場にソーセージの製法を伝えたドイツ人。

## 略歴
1890年（明治23年）、ドイツ、ザクセン＝マイニンゲン公国 ザールフェルトに生まれ、肉屋で徒弟修業を積む。ドイツの租借地だった中国・青島で兵役に就くが、1914年（大正3年）に勃発した第一次世界大戦で青島は日本軍の攻撃を受け陥落、ヤーンは捕虜（日独戦ドイツ兵捕虜）として東京俘虜収容所（浅草本願寺）、続いて習志野俘虜収容所に収容された。
習志野では、隣接する千葉市に新設された農商務省畜産試験場の飯田吉英技師の求めに応じて、1918年（大正7年）2月18日から10日間、カール・ブッチングハウスら4名のソーセージ職人と共に、ソーセージ製造を実演して見せた。
彼らは当初、ギルドの掟に守られた秘伝を公開してしまうことに大きなためらいを見せたが、飯田技師と収容所長西郷寅太郎の熱心な説得に折れたものという。ここで記録された技術は、農商務省の講習会を通じて全国の食肉加工業者に伝わっていった。
大戦の終結により1919年（大正8年）12月に解放され、しばらく日本の会社に雇われて留まった後、帰国。故郷ザールフェルトで暮らした。

## 資料
防衛省防衛研究所に残る当時の陸軍資料によると、習志野に収容されている間、海軍一等水兵カール・ヤーン　同二等水兵トーマス・ペーテルゼンの2名は、合名会社木村屋商店（東京市芝区三田二丁目七番地）に雇用され、千葉県東葛飾郡船橋町屠殺場構内で腸詰製造作業を行ない、日給1円の支給を受けている（「欧受大日記」大正8年9月、アジア歴史資料センター・レファレンスコードC03025084800）。
また、解放に際しては、東京牛乳株式会社（東京市神田区三崎町一丁目）に腸詰製造作業のため雇用され（「欧受大日記」大正8年11月、レファレンスコードC03025100100）、しばらく日本に留まっている。